# Cucullia dimorpha
Cucullia dimorpha là một loài bướm đêm trong họ Noctuidae.